# Aeroporto di Aktau
L'aeroporto di Aktau o Ševčenko (IATA: SCO, ICAO: UATE) (in kazako аэропорт Ақтау?; in russo Аэропо́рт Акта́у?) è un aeroporto kazako situato a circa 20 chilometri a nord-ovest della città di Aktau lungo le rive del Mar Caspio, nella regione di Mangghystau. La struttura è dotata di una pista di asfalto lunga 3052 m, l'altitudine è di 22 m, l'orientamento della pista è RWY 12-30. L'aeroporto è aperto al traffico commerciale.